# Magdanly
Magdanly (antes conocido como Gowurdak o Gaurdak en ruso: Говурдак) es una localidad de Turkmenistán, en la provincia de Lebap.
Se encuentra a una altitud de 433 m sobre el nivel del mar. 

## Demografía
Según estimación 2010 contaba con una población de 68133 habitantes.